# Locus (tijdschrift)

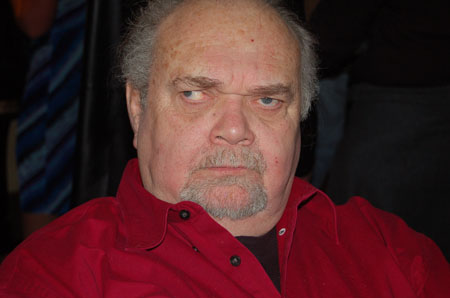
Hoofdredacteur Charles N. Brown

Locus is een Amerikaans tijdschrift waarin sciencefiction en fantasy gerecenseerd wordt. Het toonaangevende blad wordt sinds 1968 maandelijks uitgegeven vanuit Oakland (Californië). Hoofdredacteur is Charles N. Brown. 
Naast 20 tot 25 boekrecensies per nummer brengt het tijdschrift onder andere interviews met schrijvers, besprekingen van conventies als de Worldcon en SF-ontwikkelingen in diverse landen. Locus organiseert jaarlijks onder zijn lezers een verkiezing die leidt tot de Locus Award.